# Odontella aurita
Odontella aurita – gatunek okrzemek występujących w wodach morskich. 
Opisany po raz pierwszy z wybrzeży Hofmansgave (Fionia). Jest gatunkiem typowym rodzaju Odontella. Nazwa gatunkowa oznacza „uszata”. 

## Biologia
W naturze tworzy proste lub zygzakowate kolonie, choć osobniki mogą występować też pojedynczo. Jednokomórkowe osobniki mają kształt dwubiegunowy. Okrywy od eliptyczno-lancetowatych do okrągłych o szerokości od 10 µm do 90 µm i długości najczęściej od 15 µm do 30 µm. Okrywy są wypukłe, a na ich biegunach położone są duże stożkowate rogi skierowane na zewnątrz. Z kolei w centrum okryw zwykle po dwa długie wyrostki labialne. U podstawy płaszcza wyraźne przewężenie, a jego brzeg jest szeroki i płaski. Ornamentacja pancerzyka wyraźna, a sam pancerzyk jest silnie skrzemieniały. Prążki z areolami rozłożone promieniście na okrywach i równolegle na pasie obwodowym. W odcinku 10-mikrometrowym jest ich zwykle 9-11 rzędów.
Zawiera duże ilości kwasu eikozapentaenowego (28% zapasów tłuszczów) i fukoksantyny (ponad 20 mgˑg−1 suchej masy). W warunkach eksperymentalnych z litra hodowli można uzyskać do prawie 80 mg fukoksantyny.

## Ekologia
Gatunek morski. Występuje dość powszechnie w strefie litoralnej, rzadziej w planktonie pelagialu. Gatunek kosmopolityczny. W Bałtyku występuje powszechnie w Basenie Arkońskim. W Morzu Wattów powoduje zakwity. W Zatoce Helgolandzkiej zimą i wiosną jest jednym z liczniej występujących gatunków fitoplanktonu, ze szczytem liczebności między styczniem a kwietniem. W dłuższej skali jego populacja wykazuje cykl sześcioletni, przy czym w niektórych latach nie jest wykrywana.
Łańcuchy O. aurita są podłożem dla innych okrzemek.
Często pada ofiarą bruzdnicy Gyrodinium undulans, która pochłania ją na drodze fagocytozy, a następnie wysysa jej cytoplazmę przez areolę. Ponieważ w ten sposób organella takie jak chloroplasty pozostają wewnątrz pancerzyka, pozostałe szczątki są konsumowane przez mniejsze organizmy, np. bakterie. Według badań z Zatoki Helgolandzkiej na jej demografię nie mają wpływu kluczowi planktonożercy tego regionu z rodziny Acartiidae, a głównym spasaczem oddziałującym na ten gatunek jest inny widłonóg – Temora longicornis. Dynamika populacji O. aurita poza tym zależy głównie od nasłonecznienia. Wieloletnie zmiany żyzności i temperatury wód zachodzące w drugiej połowie XX wieku nie mają większego wpływu na demografię tego gatunku, choć w latach 60. i 70. jego letnio-jesienny zanik nie był tak wyraźny, jak w późniejszym okresie.